# Hilara quadrifaria
Hilara quadrifaria är en tvåvingeart som beskrevs av Gabriel Strobl 1892. Hilara quadrifaria ingår i släktet Hilara och familjen dansflugor. Inga underarter finns listade i Catalogue of Life.